# 蓑輪貴幸
蓑輪 貴幸（みのわ たかゆき、1991年9月8日 - ）は、日本のバレーボール指導者である。

## 来歴
福井県鯖江市出身。福井工大福井高校時代は第64回国民体育大会に出場。中京大学に進学後は青山繁の指導を受け、4年生時に西日本インカレに出場、東海1部秋季リーグでサーブ賞を獲得。卒業時には川島里華とともに創立者賞を受賞した。
国士舘大学大学院に進学し指導者に転向。在学中の2015年にV・プレミアリーグ所属の上尾メディックス（現・埼玉上尾メディックス）のコーチに就任した。
2022年に埼玉上尾を退団。この年はAVCカップに出場する日本女子代表のコーチを務めた。
2023年、中華人民共和国の遼寧省女子バレーボールチームのコーチを務めた後、フィリピンのプレミア・バレーボール・リーグにこの年から参戦するNxledカメレオンズの監督に就任した。
2024年にはアジアU18バレーボール選手権に出場するU18フィリピン女子代表監督を務めた。リーグではアカリ・チャージャーズの監督に就任。上位入賞経験のないチームを準優勝に導いた。2025年5月に退任。

## 人物
- 2022年にアライジャ・ダフニ・サンティアゴと結婚[13]。2024年8月にサンティアゴは日本国籍を取得し「蓑輪幸」に改名した[14]。

## 指導歴
- 埼玉上尾メディックス コーチ（2015-2022年）
- 日本女子代表 コーチ（2022年）
- 遼寧省女子バレーボールチーム コーチ（2023年）
- Nxledカメレオンズ（英語版） 監督（2023-2024年）
- U18フィリピン女子代表 監督（2024年）
- アカリ・チャージャーズ（英語版）  監督（2024-2025年）